# Montmin
Montmin is een voormalige gemeente in het Franse departement Haute-Savoie (regio Auvergne-Rhône-Alpes) en telt 189 inwoners (1999). De plaats maakt deel uit van het arrondissement Annecy. De gemeente is op 1 september 2016 samengegaan met Talloires in de gemeente Talloires-Montmin.

## Geografie
De oppervlakte van Montmin bedraagt 16,0 km², de bevolkingsdichtheid is 11,8 inwoners per km². De plaats ligt nabij de bergpas Col de la Forclaz en de 2351 meter hoge La Tournette.
De onderstaande kaart toont de ligging van Montmin met de belangrijkste infrastructuur en aangrenzende gemeenten.

## Demografie
Onderstaande figuur toont het verloop van het inwonertal (bron: INSEE-tellingen).